# Entfaltung (Technik)
Die Entfaltung oder Ablauflänge bezeichnet die Länge der Strecke, die ein Fahrrad durch eine Umdrehung der Tretkurbeln zurücklegt.

## Berechnung

Schema der Entfaltung. Bei gleich weiter Pedaldrehung mit gleicher Kraft legt das Rad in einem höheren Gang eine größere Strecke bei geringerem Drehmoment zurück.

Die Entfaltung errechnet sich aus dem Abrollumfang des Rads und den Übersetzungen von Kettenblatt zu Ritzel und einer ggf. vorhandenen Naben- oder Tretlagerschaltung.
Hinweis: im Folgenden wird für die Übersetzung i die allgemeine Definition für Getriebe verwendet. Bei Fahrrad-Kettenschaltungen wird stattdessen auch oft der Kehrwert von i als Übersetzung bezeichnet.
Der Abrollumfang U eines Rads mit 28 Zoll Durchmesser sei zum Beispiel
{\displaystyle U=2{,}16\,{\text{m}}}
Die Übersetzung i von einem Kettenblatt mit 44 Zähnen und einem Ritzel mit 19 Zähnen ist
{\displaystyle i={\frac {19}{44}}=0{,}432}
Die Entfaltung l beträgt dann
{\displaystyle \ell ={\frac {U}{i}}={\frac {2{,}16}{0{,}432}}=5\,{\text{m}}}
Bei einer Trittfrequenz {\displaystyle f} von einer Kurbelumdrehung pro Sekunde ergibt sich so eine Fahrgeschwindigkeit v von
{\displaystyle v=\ell \cdot {f}=5\,{\text{m}}\cdot {\frac {1}{\text{s}}}=5\,{\frac {\text{m}}{\text{s}}}=18\,{\frac {\text{km}}{\text{h}}}}